# Острова Кука на летних Олимпийских играх 2012
Острова Кука принимала участие в летних Олимпийских играх 2012 года, которые проходили в Лондоне (Великобритания) с 27 июля по 12 августа, где их представляли 8 спортсменов в пяти видах спорта. На церемонии открытия Олимпийских игр флаг Островов Кука несла яхтсменка Хелема Уильямс, а на церемонии закрытия — Луиза Питерс.
На летних Олимпийских играх 2012 Острова Кука вновь не сумели завоевать свою первую олимпийскую медаль. Это первые игры, когда в команде Островов Кука было больше женщин, чем мужчин.

## Состав и результаты

### Гребля на байдарках и каноэ

#### Гребля на гладкой воде
Мужчины
| Соревнование                   | Спортсмены    | Четвертьфинал | Четвертьфинал | Четвертьфинал | Полуфинал            | Полуфинал            | Полуфинал            | Финал                | Финал                | Итоговое место |
| Соревнование                   | Спортсмены    | Заплыв        | Результат     | Место         | Заплыв               | Результат            | Место                | Результат            | Место                | Итоговое место |
| ------------------------------ | ------------- | ------------- | ------------- | ------------- | -------------------- | -------------------- | -------------------- | -------------------- | -------------------- | -------------- |
| Байдарки-одиночки, 200 метров  | Джошуа Утанга | 3             | 38,966        | 6             | Завершил выступление | Завершил выступление | Завершил выступление | Завершил выступление | Завершил выступление | 19             |
| Байдарки-одиночки, 1000 метров | Джошуа Утанга | 1             | 4:32,064      | 8             | Завершил выступление | Завершил выступление | Завершил выступление | Завершил выступление | Завершил выступление | 22             |

#### Гребной слалом
Женщины
| Соревнование   | Спортсмены   | Квалификация | Квалификация | Квалификация | Полуфинал             | Полуфинал             | Финал                 | Финал                 | Итоговое место |
| Соревнование   | Спортсмены   | 1 попытка    | 2 попытка    | Место        | Время                 | Место                 | Время                 | Место                 | Итоговое место |
| -------------- | ------------ | ------------ | ------------ | ------------ | --------------------- | --------------------- | --------------------- | --------------------- | -------------- |
| Каноэ-одиночки | Элла Николас | 118,69       | 118,29       | 18           | Завершила выступление | Завершила выступление | Завершила выступление | Завершила выступление | 18             |

### Лёгкая атлетика
Мужчины
Беговые виды
| Соревнование | Спортсмены   | Отборочный раунд | Отборочный раунд | Отборочный раунд | Четвертьфинал        | Четвертьфинал        | Четвертьфинал        | Полуфинал            | Полуфинал            | Полуфинал            | Финал                | Финал                |
| Соревнование | Спортсмены   | Забег            | Результат        | Место            | Забег                | Результат            | Место                | Забег                | Результат            | Место                | Результат            | Место                |
| ------------ | ------------ | ---------------- | ---------------- | ---------------- | -------------------- | -------------------- | -------------------- | -------------------- | -------------------- | -------------------- | -------------------- | -------------------- |
| 100 метров   | Патрик Туара | 4                | 11,72            | 8                | Завершил выступление | Завершил выступление | Завершил выступление | Завершил выступление | Завершил выступление | Завершил выступление | Завершил выступление | Завершил выступление |

Женщины
Беговые виды
| Соревнование | Спортсмены    | Отборочный раунд | Отборочный раунд | Отборочный раунд | Четвертьфинал         | Четвертьфинал         | Четвертьфинал         | Полуфинал             | Полуфинал             | Полуфинал             | Финал                 | Финал                 |
| Соревнование | Спортсмены    | Забег            | Результат        | Место            | Забег                 | Результат             | Место                 | Забег                 | Результат             | Место                 | Результат             | Место                 |
| ------------ | ------------- | ---------------- | ---------------- | ---------------- | --------------------- | --------------------- | --------------------- | --------------------- | --------------------- | --------------------- | --------------------- | --------------------- |
| 100 метров   | Патрисия Таеа | 3                | 12,47            | 3                | Завершила выступление | Завершила выступление | Завершила выступление | Завершила выступление | Завершила выступление | Завершила выступление | Завершила выступление | Завершила выступление |

### Парусный спорт
Женщины
| Соревнование | Спортсмены     | Предварительные гонки | Предварительные гонки | Предварительные гонки | Предварительные гонки | Предварительные гонки | Предварительные гонки | Предварительные гонки | Предварительные гонки | Предварительные гонки | Предварительные гонки | Финальная гонка       | Финальная гонка       | Сумма очков | Итоговое место |
| Соревнование | Спортсмены     | 1                     | 2                     | 3                     | 4                     | 5                     | 6                     | 7                     | 8                     | 9                     | 10                    | Место                 | Очки                  | Сумма очков | Итоговое место |
| ------------ | -------------- | --------------------- | --------------------- | --------------------- | --------------------- | --------------------- | --------------------- | --------------------- | --------------------- | --------------------- | --------------------- | --------------------- | --------------------- | ----------- | -------------- |
| Лазер Радиал | Хелема Уильямс | 41                    | 40                    | 39                    | 40                    | 40                    | 28                    | 39                    | 39                    | 34                    | 40                    | Завершила выступление | Завершила выступление | 339         | 41             |

### Плавание
Мужчины
| Соревнование             | Спортсмены  | Отборочный раунд | Отборочный раунд | Отборочный раунд | Полуфинал            | Полуфинал            | Полуфинал            | Финал                | Финал                | Итоговое место |
| Соревнование             | Спортсмены  | Заплыв           | Результат        | Место            | Заплыв               | Результат            | Место                | Результат            | Место                | Итоговое место |
| ------------------------ | ----------- | ---------------- | ---------------- | ---------------- | -------------------- | -------------------- | -------------------- | -------------------- | -------------------- | -------------- |
| 50 метров вольным стилем | Закари Пейн | 4                | 25,26            | 8                | Завершил выступление | Завершил выступление | Завершил выступление | Завершил выступление | Завершил выступление | 42             |

Женщины
| Соревнование             | Спортсмены    | Отборочный раунд | Отборочный раунд | Отборочный раунд | Полуфинал             | Полуфинал             | Полуфинал             | Финал                 | Финал                 | Итоговое место |
| Соревнование             | Спортсмены    | Заплыв           | Результат        | Место            | Заплыв                | Результат             | Место                 | Результат             | Место                 | Итоговое место |
| ------------------------ | ------------- | ---------------- | ---------------- | ---------------- | --------------------- | --------------------- | --------------------- | --------------------- | --------------------- | -------------- |
| 50 метров вольным стилем | Селеста Браун | 4                | 29,36            | 7                | Завершила выступление | Завершила выступление | Завершила выступление | Завершила выступление | Завершила выступление | 54             |

### Тяжёлая атлетика
Женщины
| Соревнование | Спортсмены   | Рывок     | Рывок | Толчок    | Толчок | Всего | Место |
| Соревнование | Спортсмены   | Результат | Место | Результат | Место  | Всего | Место |
| ------------ | ------------ | --------- | ----- | --------- | ------ | ----- | ----- |
| свыше 75 кг  | Луиза Питерс | 82        | 13    | 100       | 13     | 182   | 12    |